# Стефанини, Луиджи
Луиджи Стефанини (итал. Luigi Stefanini, Тревизо, 3 ноября 1891 — Падуя, 16 января 1956) — итальянский философ-персоналист и педагог.

## Биография
Ученик итальянского философа Антонио Алиотты (1881—1964). Родился в Тревизо. Пять лет (с 1931 по 1936) в качестве профессора педагогики преподавал в Падуанском университете. В течение года работал в университете в Мессине. Затем возвратился в Падуанский университет. Среди его учеников итальянский философ Армандо Ригобелло (Armando Rigobello) (род. 1924) и др.

## Философия
Находясь на позициях персонализма, стремился создать метафизику «персональности». По его мнению, «персона» (отличаемая от индивида как духовное начало) онтологически первична. Считал «разум» сосредоточением персональности. С персоналистической точки зрения Стеффанини интерпретировал и экзистенциализм.

## Сочинения
- Il problema della conoscenza in Cartesio e Gioberti, Torino: Sei, 1925.
- Il problema religioso in Platone e S. Bonaventura. Sommario storico e critica di testi, Torino: Sei, 1926.
- Platone, 2 voll., Padova: Cedam, 1932—1935 .
- Idealismo cristiano, Padova: R. Zannoni ed., s.d. .
- Il problema estetico in Platone, Torino: Sei, 1936.
- Imaginismo come problema filosofico, vol. I, Padova: Cedam, 1936.
- Vincenzo Gioberti. Vita e pensiero, Milano: Bocca, 1947.
- Estetica, Roma: Studium, 1953.
- Personalismo filosofico. Brescia: Morcelliana, 1962